# Newport (Delaware)
Pour les articles homonymes, voir Newport.
Newport est une ville du comté de New Castle, dans l’État du Delaware aux États-Unis. En 2010, elle comptait 1 055 habitants.

## Démographie
| 1880 | 1890 | 1900 | 1910 | 1920 | 1930 |
| ---- | ---- | ---- | ---- | ---- | ---- |
| 535  | 711  | 657  | 722  | 676  | 947  |

| 1940 | 1950  | 1960  | 1970  | 1980  | 1990  |
| ---- | ----- | ----- | ----- | ----- | ----- |
| 987  | 1 171 | 1 239 | 1 366 | 1 167 | 1 240 |

| 2000  | 2010  | - | - | - | - |
| ----- | ----- | - | - | - | - |
| 1 122 | 1 055 | - | - | - | - |

## Source
- (en) Cet article est partiellement ou en totalité issu de l’article de Wikipédia en anglais intitulé « Newport, Delaware » (voir la liste des auteurs).